# Byasjön (Ingatorps socken, Småland)
Byasjön är en sjö i Eksjö kommun och Ydre kommun i Småland och ingår i Emåns huvudavrinningsområde. Sjön har en area på 0,897 kvadratkilometer och ligger 219,2 meter över havet. Sjön avvattnas av vattendraget Silverån.

## Delavrinningsområde
Byasjön ingår i det delavrinningsområde (639812-147055) som SMHI kallar för Utloppet av Boen. Avrinningsområdets medelhöjd är 247 meter över havet och ytan är 31,47 kvadratkilometer. Det finns inga delavrinningsområden uppströms utan avrinningsområdet är högsta punkten. Silverån som avvattnar avrinningsområdet har biflödesordning 3, vilket innebär att vattnet flödar genom totalt 3 vattendrag innan det når havet efter 162 kilometer. Delavrinningsområdet består mestadels av skog (76 procent). Avrinningsområdet har 2 kvadratkilometer vattenytor vilket ger det en sjöprocent på 6,4 procent.